# Criquetot-le-Mauconduit
Criquetot-le-Mauconduit è un comune francese di 159 abitanti situato nel dipartimento della Senna Marittima nella regione della Normandia.

## Società

### Evoluzione demografica
Abitanti censiti